# Justin Simmons
Justin Simmons (geboren am 19. November 1993 in Manassas, Virginia) ist ein US-amerikanischer American-Football-Spieler auf der Position des Safeties. Er spielte College Football für das Boston College und stand acht Jahre lang bei den Denver Broncos in der National Football League (NFL) unter Vertrag. 2024 spielte er für die Atlanta Falcons.

## College
Simmons besuchte die Martin County High School in Stuart, Florida. Von 2012 bis 2015 ging er auf das Boston College und spielte dort vier Jahre lang für die Eagles. Neben seiner Position als Safety wurde er teilweise 2012 und in fünf Spielen 2014 als Cornerback eingesetzt. Insgesamt bestritt Simmons 50 Spiele für die Boston College Eagles, in seinen letzten beiden Saisons war er Starter. Insgesamt gelangen ihm während seiner College-Karriere vier erzwungene Fumbles und acht Interceptions, davon fünf in seinem Senior-Jahr.

## NFL
Die Denver Broncos wählten Simmons im NFL Draft 2016 mit dem 98. Pick in der 3. Runde aus. In seinem Rookie-Jahr wurde er bei einem Viertel aller defensiven Snaps als Ergänzungsspieler eingesetzt, zudem stand er bei 60 % aller Spielzüge der Special Teams auf dem Feld. Simmons konnte vier Pässe verteidigen, zwei Interceptions fangen und blockte einen gegnerischen Extrapunkt. In den letzten drei Spielen lief er als Starter auf. Gegen Alex Smith von den Kansas City Chiefs gelang ihm am 16. Spieltag seine erste Interception in der NFL.
In der Vorbereitung auf die Saison 2017 entschieden sich die Broncos, T. J. Ward zu entlassen und Simmons dessen Stelle als Stammspieler zu überlassen. Er bestritt 13 Spiele als Starter, bevor er die Saison wegen einer Knöchelverletzung vorzeitig beenden musste. Simmons konnte im Saisonverlauf zwei gegnerische Pässe sichern, dabei gelang ihm gegen die Miami Dolphins ein Pick Six über 65 Yards.
Im Jahr darauf spielte Simmons eine solide Saison als Starter und verpasste dabei als einer von drei Verteidigern in der NFL keinen einzigen defensiven Spielzug seines Teams. Auch 2019 stand Simmons bei allen Snaps der Verteidigung auf dem Platz. Unter einem veränderten Defensivsystem des neuen Head Coachs Vic Fangio zeigte er seine bis dahin besten Leistungen. Ihm gelangen vier Interceptions und wie schon im Vorjahr über 90 Tackles. Bei Würfen in seine Richtung ließ Simmons eine Passquote von 52,8 Prozent, 5,4 Yards Raumgewinn pro Passversuch und ein Quarterback Rating von 43,6 zu.
Am 13. März 2020 belegten die Broncos Simmons mit dem Franchise Tag. Am 14. Juli unterschrieb er den Tag und erhielt damit 11,44 Millionen Dollar für die Saison 2020. Simmons gelangen fünf Interceptions, wiederum verpasste er 2020 keine Sekunde an Spielzeit. Für seine Leistungen wurde er erstmals in den Pro Bowl gewählt. Wie bereits im Vorjahr war Simmons zudem der von den Broncos für den Walter Payton Man of the Year Award, mit dem soziales Engagement ausgezeichnet wird, nominierte Spieler.
Für die Saison 2021 erhielt Simmons am 5. März 2021 erneut den Franchise Tag. Am 19. März einigte er sich mit den Broncos auf einen Vierjahresvertrag über 61 Millionen Dollar, davon 35 Millionen garantiert. Damit wurde Simmons zum bestbezahlten Safety in der NFL. In der Saison 2021 konnte Simmons bei zwölf verhinderten Pässen fünf Interceptions fangen, zudem erzielte er 1,5 Sacks. Er wurde mit dem in diesem Jahr in Gedenken an den 2021 verstorbenen Wide Receiver Demaryius Thomas erstmals vergebenen Demaryius Thomas Team MVP Award als wertvollster Spieler seines Teams ausgezeichnet.
Nachdem er vier Jahre lang keinen einzigen Spielzug verpasst hatte, fehlte Simmons 2022 in fünf Partien verletzungsbedingt. Dennoch stellte er mit sechs Interceptions – in dieser Saison geteilter Höchstwert in der Liga – einen neuen persönlichen Saisonrekord auf und wurde in zum dritten Mal in das All-Pro-Team gewählt. Diese Auszeichnung erhielt er auch 2023, ebenso wie eine weitere Nominierung für den Pro Bowl. Am 8. Spieltag der Saison 2023 wurde Simmons als AFC Defensive Player of the Week ausgezeichnet, als er beim überraschenden 24:9-Sieg der Broncos über die Kansas City Chiefs eine Interception fing und einen Fumble eroberte. Simmons bestritt 118 Spiele für die Broncos, in denen er 30 Interceptions fing, und war der dienstälteste Spieler im Team, als er am 7. März 2024 nach acht Jahren entlassen wurde.
Im August 2024 unterschrieb Simmons einen Einjahresvertrag über acht Millionen US-Dollar bei den Atlanta Falcons.

### NFL-Statistiken
| Saison                             | Saison | Spiele | Spiele      | Tackles | Tackles | Tackles | Tackles | Interceptions | Interceptions | Interceptions | Interceptions | Interceptions | Fumbles | Fumbles | Fumbles |
| Jahr                               | Team   | Spiele | als Starter | Gesamt  | Solo    | Ast     | Sacks   | PD            | INT           | Yds           | Lng           | TD            | FF      | FR      | Yds     |
| ---------------------------------- | ------ | ------ | ----------- | ------- | ------- | ------- | ------- | ------------- | ------------- | ------------- | ------------- | ------------- | ------- | ------- | ------- |
| 2016                               | DEN    | 13     | 3           | 30      | 25      | 5       | 1,0     | 4             | 2             | 83            | 45            | 0             | 0       | 0       | 0       |
| 2017                               | DEN    | 13     | 13          | 69      | 50      | 19      | 1,0     | 5             | 2             | 65            | 65            | 1             | 0       | 0       | 0       |
| 2018                               | DEN    | 16     | 16          | 97      | 71      | 26      | 0,0     | 4             | 3             | 8             | 8             | 0             | 0       | 0       | 0       |
| 2019                               | DEN    | 16     | 16          | 93      | 65      | 28      | 0,0     | 15            | 4             | 30            | 17            | 0             | 0       | 0       | 0       |
| 2020                               | DEN    | 16     | 16          | 96      | 77      | 19      | 0,0     | 9             | 5             | 90            | 46            | 0             | 0       | 1       | 0       |
| 2021                               | DEN    | 17     | 17          | 80      | 60      | 20      | 1,5     | 12            | 5             | 76            | 35            | 0             | 0       | 0       | 0       |
| 2022                               | DEN    | 12     | 12          | 69      | 42      | 27      | 0,0     | 7             | 6             | 51            | 23            | 0             | 3       | 1       | 0       |
| 2023                               | DEN    | 15     | 15          | 70      | 53      | 17      | 1,0     | 8             | 3             | 39            | 33            | 0             | 2       | 1       | 0       |
| 2024                               | ATL    | 16     | 16          | 62      | 36      | 26      | 0,0     | 7             | 2             | 0             | 0             | 0             | 0       | 0       | 0       |
| Gesamt                             | Gesamt | 134    | 124         | 666     | 479     | 187     | 4,5     | 72            | 32            | 442           | 65            | 1             | 5       | 3       | 0       |
| Quelle: pro-football-reference.com |        |        |             |         |         |         |         |               |               |               |               |               |         |         |         |